# Orne
L'Orne è un dipartimento francese della regione della Normandia (Normandie).
Il nome del dipartimento deriva dal nome del fiume omonimo che scorre nel suo territorio.

## Descrizione
Il territorio del dipartimento confina con i dipartimenti dell'Eure a nord-est, dell'Eure-et-Loir a est, della Sarthe a sud-est, della Mayenne a sud-ovest, della Manica (Manche) a ovest e del Calvados a nord.
Le principali città, oltre al capoluogo Alençon, sono Argentan, Flers, L'Aigle, Vimoutiers, Sées, La Ferté-Macé e Mortagne-au-Perche.
Il dipartimento è stato creato durante la Rivoluzione francese, il 4 marzo del 1790, in applicazione della legge del 22 dicembre del 1789, a partire dal territorio delle province di Normandia e Perche.